# りん (モデル)
りん（1988年8月3日 - ）は、日本のギャルファッションモデル。主に女性ファッション雑誌『小悪魔ageha』への登場から著名
。160センチメートル。東京都出身。
O型。新宿歌舞伎町のキャバクラに在籍するキャバクラ嬢。

## 来歴
女性ファッション雑誌『小悪魔ageha』誌上にモデルとして登場。2009年の7月号から同誌の専属モデルとなった。2010年に発足したファッションブランド『TRALALA（トゥララ）』の広告塔を務めるなどの活動も行っている。

## 私事
いわく、本名は“満尾友梨乃”で、父は防衛省勤務、母はシェフ、姉は保母で、自身は元ヤン。18歳当時の2007年前半期頃に夜職入り。

## 出演

### 雑誌
- 『小悪魔ageha』（専属：2009年7月号より）
- 『men's egg』（2010年1月号） 共/南真琴[10]

### 広告
- 『I am Queen』[6]
- 『TRALA』[6]

### イベント
- 『Beauty Girls Stage』＠『どすこい!名古屋城RAVE!』（名古屋城、2008年7月5日） 共/武藤静香、ねむ、三平智美[11]
- 『KyabaRaku AWARD 〜Kickoff Party〜』（VANITY LOUNGE、2012年4月8日） 共/桃華絵里、桜井莉菜、早川沙世、遠藤彩香、鮎川りな、愛内心愛、家村マリエ、杉山佳那恵、ほずにゃむ、ゆきいちご、吉川ぐり、吉川ぐら、渡辺かなえ、桜咲姫奈、山上沙和、LALA[12]
- 『渋谷コレクション』[13]